# 真山知幸
真山知幸（まやま ともゆき、1979年 - ）は、日本の作家、偉人研究家。

## 来歴・人物
兵庫県出身。2002年、同志社大学法学部卒業後、専門出版社の編集長を経て、2020年7月より執筆業に専念。偉人や名言の研究をライフワークとしている。名古屋外国語大学現代国際学特殊講義、宮崎大学公開講座などで、偉人や名言をテーマに講師活動も行っている。
2011年の東日本大震災を機に、ペンネームを山口智司から真山知幸へ変更。別ペンネームにくちやまだともがある。シナリオ制作も行っており、MBSラジオ「ハロー!プロジェクトラジオドラマ企画第2弾」にてラジオドラマのプロットで優秀賞を受賞。
2021年、東洋経済オンラインで、渋沢栄一や徳川慶喜、大久保利通らの連載を行い、「東洋経済オンラインアワード2021」で「ニューウェーブ賞」を受賞。

## 書籍

### 単著
- トンデモ偉人伝 天才編（2006年・ISBN 4-88392-546-3）
- トンデモ偉人伝 作家編（2006年・ISBN 4-88392-564-1）
- 世界伝説コレクション（2006年・ISBN 4-88392-574-9）
- 人生を奮い立たせる アウトロー100の言葉（2007年・ISBN 978-4-88392-593-3）
- 教科書には載せられない暴君の素顔（2008年・ISBN 978-4-88392-625-1）
- 壁をブチ破る天才100の言葉（2008年・ISBN 978-4-88392-634-3）
- アウトロー経営者の履歴書　（2009年・ISBN 978-4-88392-674-9）
- 生まれてすみません　太宰治　一五〇の言葉（2009年・ISBN 978-4-56970-541-5）
- 肉声　太宰治（2009年・ISBN 978-4-88392-695-4）
- 名言の正体 大人のやりなおし偉人伝（2009年・ISBN 978-4-05404-229-2）
- 古今東西100の名言に学ぶ　サバイバルの流儀　（2009年・ISBN 978-4-88759-732-7）
- 革命家100の言葉　（2009年・ISBN 978-4-88392-713-5）
- グーグルは「本音」を語る（2010年・ISBN 978-4-56977-721-4）
- 胸に熱く響く　経営者100の言葉（2010年・ISBN 978-4-88392-746-3）
- 不安な心をしずめる名言（2011年・ISBN 978-4-56979-847-9）
- 君の歳にあの偉人は何を語ったか（2012年・ISBN 978-4-06138-514-6）
- 最高の人生に変わる天才100の名言（2013年・ISBN 978-4-56981-180-2)
- 大富豪破天荒伝説 Best100（2014年・ISBN 978-4-48780-889-2）
- 世界の大富豪 100の言葉（2016年・ISBN 978-4-56982-986-9）
- ざんねんな偉人伝: それでも愛すべき人々 (新しい伝記シリーズ)（2017年・ISBN 978-4-05204-631-5）
- ざんねんな歴史人物: それでも名を残す人々 (新しい伝記シリーズ) （2018年・ISBN 978-4-05204-835-7）
- ざんねんな名言集 （2018年・ISBN 978-4-80130-318-8）
  - ざんねんな名言集 （2021年・ISBN 978-4-8013-0526-7） - 改訂版
- 独裁者たちの人を動かす技術 （2018年・ISBN 978-4-79910-719-5）
- 企業として見た戦国大名 （2020年・ISBN 978-4-80130-475-8）
- ざんねんな三国志 （2020年・ISBN 978-4-75801-706-0）
- 偉人名言迷言事典 （2021年・ISBN 978-4-30570-938-7）
- 泣ける日本史 （2021年・ISBN 978-4-8665-1438-3）
- 天才を育てた親はどんな言葉をかけていたのか? （2021年・ISBN 978-4-7631-3938-2）
- 何かと人間くさい徳川将軍 （2022年・ISBN 978-4-8013-0560-1）
- 偉人メシ伝　―「天才」は何を食べて「成功」したのか?―  （2022年・ISBN 978-4-3057-0962-2）
- あの偉人は、人生の壁をどう乗り越えてきたのか 視野が広がる40の考え方   （2022年・ISBN 978-4-5698-5246-1）
- 日本史の１３人の怖いお母さん （2022年・ISBN 978-4-5940-9231-3）
- 文豪が愛した文豪 （2023年・ISBN 978-4-8013-0638-7）
- 逃げまくった文豪たち　嫌なことがあったら逃げたらいいよ （2023年・ISBN 978-4-7889-2846-6）
- 10分で世界が広がる　15人の偉人のおはなし（2023年・ISBN 978-4-4711-0451-1）
- おしまい図鑑: すごい人は最期にどう生きたか？（2023年・ISBN 978-4-3057-0994-3）
- 賢者に学ぶ、「心が折れない」生き方（2024年・ISBN 978-4-4166-2335-0）
- ヤバすぎる！偉人の勉強やり方図鑑（2024年・ISBN 978-4-4793-9425-9）
- 「神回答」大全 人生のピンチを乗り切る著名人の最強アンサー100（2024年・ISBN 978-4-0938-9152-3）

### 共著
- もうひとりの偉人伝 （2019年・ISBN 978-4-34499-257-3) 共著者：こざきゆう
- 悩める女子の教室で偉人が人生を語りだした （2020年・ISBN 978-4-05205-025-1)
- 偉人もみんな悩んでいた（2020年・ISBN 978-4-77795-981-5) 共著者：こざきゆう
- 世界の大富豪とんでも無駄遣い伝説 奇妙な金の使い方（2021年・ISBN 978-4-8019-2695-0）共著者：葛西りいち
- ぶっ飛びまくるゼウスたち（2023年・ISBN 978-4-4086-5045-6) 共著者：こざきゆう

### 監修
- 恋する文豪: 日本文学編（2012年・ISBN 978-4-48780-631-7）
- 恋する文豪: 海外文学編（2012年・ISBN 978-4-48780-633-1）
- もしも、きみのクラスに織田信長がいたら（2021年・ISBN 978-4-34403-859-2）

### CD
- オーディオブックCD 教科書には載せられない暴君の素顔 (CD) （2008年・ISBN 978-4-77592-655-0 ）
- オーディオブックCD トンデモ偉人伝　天才編 (CD) （2009年・ISBN 978-4-77592-649-9 ）
- オーディオブックCD トンデモ偉人伝　作家編 (CD) （2009年・ISBN 978-4-77592-648-2 ）
- オーディオブックCD 人生を奮い立たせる アウトロー100の言葉 (CD) （2009年・ISBN 978-4-77592-645-1 ）

### 連載
- 戦国マネジメント ─社長としての戦国大名─（『調査月報』2022年5月号～2024年1月号〈全21回〉、日本政策金融公庫）
- 将軍の組織運営術　―個性あふれる徳川家の15人―（『調査月報』2024年2月号～、日本政策金融公庫）
- 「文豪ストレイドッグス」で学ぶ　日本の文豪（月刊『ジュニアアエラ』2024年6月号～2025年5月号〈全12回〉朝日新聞出版）
- 10代に贈る 偉人の言葉（『朝日中高生新聞』2024年10月6日号～　）
- 歴史ライブショー（『毎日小学生新聞』2025年4月4日号～　）

## 出演

### テレビ
- ビーバップ!ハイヒール
  - 「名言の正体 こんなつもりじゃなかったのに！」（朝日放送　ブレーンゲスト、2009年10月8日）
  - 「偉人誕生の裏側 あの頃僕らはサラリーマンだった」（朝日放送　ブレーンゲスト、2010年7月23日）
- 5時に夢中！　
  - 「名言・格言」が言えるようになる！？特別講座開設！（TOKYO MX　水曜日ゲスト、2021年5月12日）
- 偉人・敗北からの教訓　
  - 渋沢栄一・挫折だらけの実業界の父（BS11　VTR出演、2024年7月6日）

### ラジオ
- 荒川強啓 デイ・キャッチ!「メキキの聞き耳〜ネット検索ワードから見る人間模様〜」（TBSラジオ　ゲスト、2010年3月31日）
- J-WAVE TOKYO MORNING RADIO「偉人研究家の山口智司さんをお迎えして」（J-WAVE　ゲスト、2010年8月16日 - 8月19日）
- FUTURESCAPE「薫堂さんに〇〇してあげたい」（Fm yokohama　ゲスト、2020年6月8日）
- 山崎怜奈の誰かに話したかったこと。「誰かに聞きたかったこと」（エフエム東京　ゲスト、2021年6月21日）
- FUTURESCAPE「いつか食べてみたいもの」（Fm yokohama　ゲスト、2021年9月18日）
- おはようパーソナリティ道上洋三です「話のダイジェスト」（朝日放送ラジオ　ゲスト、2021年11月25日）
- 山崎怜奈の誰かに話したかったこと。「誰かに聞きたかったこと」（エフエム東京　ゲスト、2022年9月23日）
- GROWING REED「信長やナポレオン、天才は何を食べて成功したんですか？」（J-WAVE　ゲスト、2022年10月9日）
- こねくと「こねくとゼミナール　偉人学」（TBSラジオ　ゲスト、2023年10月19日）
- TRESEN NEWS FRIDAY「IMALU のでぃぐらじ」（FMヨコハマ　ゲスト、2025年5月9日）

### イベント
- 仰天！奇天烈！メシから紐解く！大阪、京都、奈良…関西の偉人たち公開録画＆スペシャルトークショウ（2022年11月5日、梅田 Lateral）
- 戦国大名の奮闘ぶりから学ぶ、不透明な時代の経営戦略（2023年10月13日、横浜商工会議所 鶴見支部、オープン経営セミナー）